# سكوت كامبل
سكوت كامبل هو لاعب هوكي الجليد كندي، ولد في 6 يونيو 1986 في Navan, Ontario ‏ في كندا.

## وصلات خارجية
- سكوت كامبل على موقع EliteProspects.com (الإنجليزية)
- سكوت كامبل على موقع HockeyDB.com (الإنجليزية)